# Сан-Марино на «Евровидении-2013»
Сан-Марино в четвертый раз участвовало на конкурсе песни Евровидение 2013 в Мальмё, Швеция.

## Участник
В начале сан-маринский телеканал STtv объявил, что огласит участника и песню на пресс-конференции 30 января 2013 года.. На ней было объявлено, что страну на конкурсе вновь представит певица Валентина Монетта с песней Crisalide.
Песня была презентована в марте 2013 года.

## Евровидение
Сан-Марино выступила во втором полуфинале под номером 02. По результатам голосования телезрителей и жюри, Сан-Марино в финал не прошла, но тем не менее она установила рекорд на Евровидении, заняв 11 место (наивысший результат за историю участия страны в конкурсе). Песня имела очень большую популярность, многие (в том числе и букмекеры) прочили ей место в первой десятке финала.
| 12 баллов         | 10 баллов               | 8 баллов | 7 баллов | 6 баллов                            |
| ----------------- | ----------------------- | -------- | -------- | ----------------------------------- |
|                   | Испания                 |          |          | Мальта                              |
| 5 баллов          | 4 балла                 | 3 балла  | 2 балла  | 1 балл                              |
| Македония Франция | Армения Израиль Румыния | Латвия   | Венгрия  | Азербайджан Финляндия Грузия Греция |

### Голоса Сан-Марино
| 12 баллов | Греция      |
| 10 баллов | Мальта      |
| 8 баллов  | Болгария    |
| 7 баллов  | Финляндия   |
| 6 баллов  | Албания     |
| 5 баллов  | Норвегия    |
| 4 балла   | Венгрия     |
| 3 балла   | Азербайджан |
| 2 балла   | Македония   |
| 1 балл    | Грузия      |

| 12 баллов | Греция      |
| 10 баллов | Мальта      |
| 8 баллов  | Франция     |
| 7 баллов  | Норвегия    |
| 6 баллов  | Венгрия     |
| 5 баллов  | Бельгия     |
| 4 балла   | Италия      |
| 3 балла   | Финляндия   |
| 2 балла   | Азербайджан |
| 1 балл    | Армения     |